# Noblesse oblige
Noblesse oblige (Nederlands: adel verplicht) is een oud Frans gezegde. Zowel het originele gezegde als haar Nederlandse vertaling komen voor in Nederlands spraakgebruik. Er wordt mee bedoeld dat een vooraanstaande maatschappelijke positie bijzondere verplichtingen met zich meebrengt. Deze buitengewone verplichtingen hebben nadrukkelijk ook betrekking op de sociale omgangsvormen en de vervulling van een leiderschapsrol. Anders gezegd: iemand die bevoorrecht is door afkomst, geld of talent, heeft de plicht er iets goeds mee te doen en zich ernaar te gedragen. De inherente suggestie dat dit alleen van toepassing zou zijn op hen die van nobele afkomst zijn, is met de tijd verdwenen.

## Betekenis en gebruik
Het "noblesse oblige” wordt gebruikt om aan te geven dat aan het hebben (of verkrijgen) van rijkdom, macht en prestige bijkomende verantwoordelijkheden gekoppeld zijn. Het gaat daarbij niet om eventueel wettelijk vastgelegde verplichtingen maar juist om ongeschreven normen en waarden.
Primair wordt er vaak gedoeld op de publieke taken en verantwoordelijkheden die verbonden worden aan het rijk, beroemd en invloedrijk zijn, en dan met name de verantwoordelijkheid om goede voorbeelden van gedrag te geven en bepaalde fatsoensnormen in acht te nemen. De uitdrukking wordt soms ook gebruikt om een persoon te beschrijven die vrijwillig de schuld op zich neemt om daarmee proberen te bereiken dat een probleem of een ongemakkelijke situatie minnelijk kan worden opgelost. Een verwante zegswijze is: "Dat ben je aan je stand verplicht".

## Geschiedenis en achtergrond

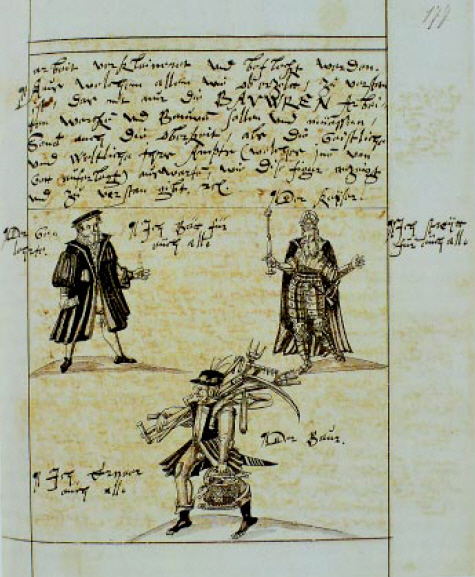
de drie standen: clerus, adel en boer (Zürich Chronik der Herrschaft Grüningen 1610)

In de vroege middeleeuwse standenmaatschappij lag de wereldlijke macht bij de adel. Zij hadden, naast de geestelijke leiders, de heerschappij over de rechtspraak, het (lands)bestuur en oorlogsvoering. Het naleven van de wetten en voorschriften die zij uitvaardigden werd ook door hen zelf, zo nodig met 'harde hand’, afgedwongen. Deze rechten waren deels gebaseerd op het gewoonterecht en deels ook verankerd in geschreven recht gebaseerd op het Romeins, Germaans en canoniek recht.
De zogenaamde 3e stand (de boeren en later ook de burgers) hadden geen rechten, enkel plichten, zowel aan de geestelijke leiders (eerste stand) als aan de adel (tweede stand). Naast het werk op het land en in de handel, verrichtten zij het handwerk voor de adel en de clerus, betaalden belastingen en moesten verplicht in krijgsdienst. De plichten van de clerus en adel waren veel minder vastomlijnd maar omvatten de bestuurlijke taken zoals het bieden van bescherming, rechtspraak en een basale zorg voor het welzijn van de bevolking. Men kon dus een beroep doen op deze morele nobele plicht.
Hoewel het Noblesse oblige, aan de adel een plicht leek op te dragen om zich nobel te gedragen, gaf het de aristocratie tegelijkertijd ook een rechtvaardiging voor hun privileges. De argumentatie is dan: "als edelen hebben we rechten, maar we hebben ook plichten en deze plichten valideren onze rechten".

## Ontwikkeling naar het huidige gebruik

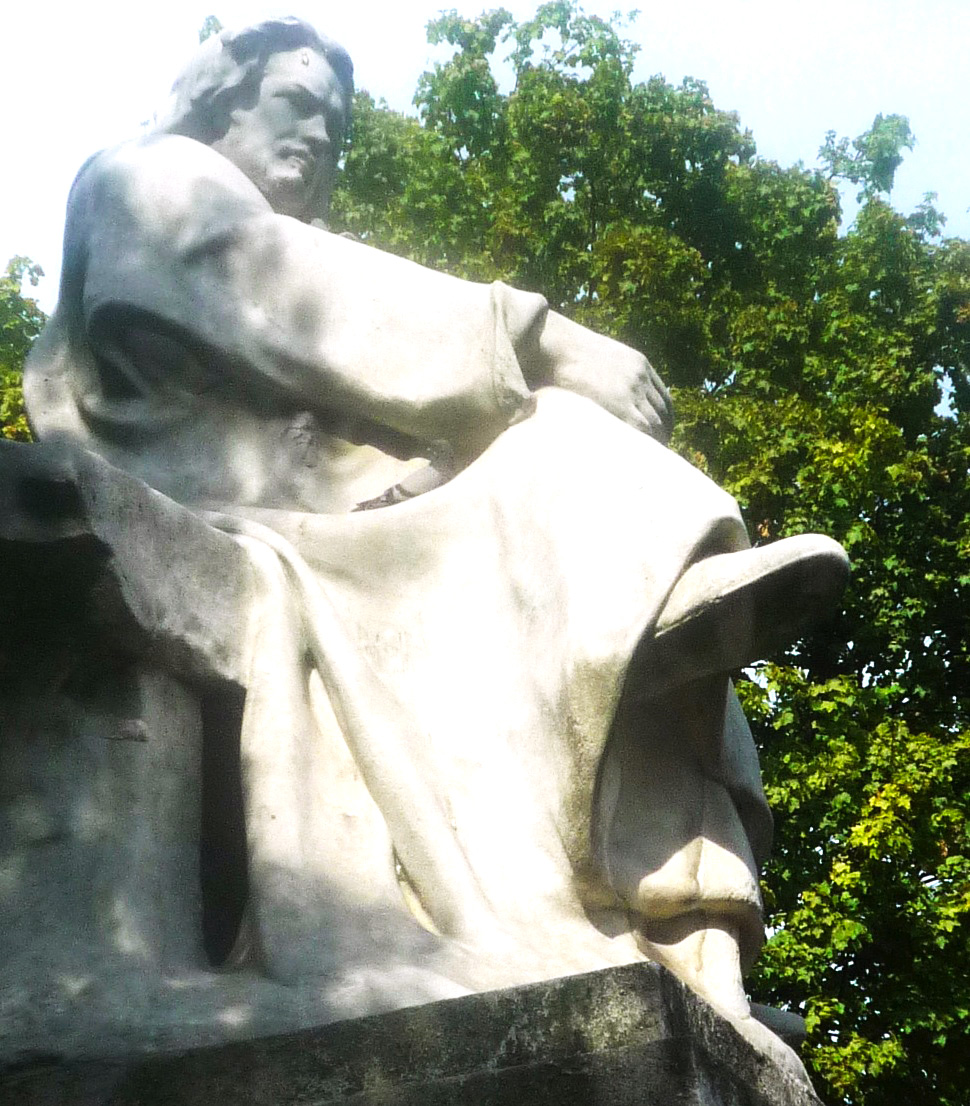
Standbeeld te Parijs van Honoré de Balzac (door Alexandre Falguière)

Met de Franse Revolutie (1789–1799) kwam er ook in Nederland definitief formeel een einde aan de feodale machtsverhouding. Rechten en plichten werden steeds uitgebreider en zorgvuldiger vastgelegd en gelden dan voor iedereen. Toch bleef er behoefte aan richtlijnen die de lat wat hoger leggen dan de basisregels.
In Le Lys dans la Vallée, gepubliceerd in 1835, beschrijft de beroemde schrijver Honoré de Balzac hoe een jongeman zich (hoffelijk) dient te gedragen, waarbij hij afsluit met: “Tout ce que je viens de vous dire peut se résumer par un vieux mot : noblesse oblige !“, wat vertaald is: “Alles wat ik u net verteld heb kan worden samengevat met een oud adagium: noblesse oblige!”